# 十島村立悪石島学園
十島村立悪石島学園（としまそんりつあくせきじまがくえん）は、鹿児島県鹿児島郡十島村の悪石島にある村立の義務教育学校。

## 概要
トカラ列島（十島村）の中央部にある悪石島唯一の義務教育学校である。また、十島村山海留学制度が行われており、島外からの留学生の受け入れを行っている。

### 略歴
悪石島小中学校の前身は1896年（明治29年）に島民により寺子屋式学校として設置されたものであり、翌1897年（明治30年）には私立悪石島小学校が設立され、1930年（昭和5年）に十島村内に小学校令が適用され、小学校令適用に伴い、宝島尋常小学校の分教場となった。その後は1960年（昭和35年）に十島村立宝島小中学校より独立。
1958年の在籍者数は小学校33名、中学校14名。2023年度の在籍者数は小学校8名、中学校7名となっている。

## 沿革
- 1896年（明治29年） - 寺子屋式学校が開設。
- 1897年（明治30年） - 悪石島小学校が開校。
- 1930年（昭和5年） - 宝島尋常小学校悪石島分教場として設置される。
- 1941年（昭和16年） - 国民学校令施行により、宝島国民学校悪石島分教場に改称。
- 1948年（昭和23年） - 学制改革により、宝島小中学校悪石島分校に改称。
- 1952年（昭和27年） - トカラ列島が本土復帰し、同時に十島村が発足。十島村立宝島小中学校悪石島分校に改称。
- 1960年（昭和35年） - 十島村立宝島小中学校より独立。
- 1987年（昭和62年） - 小学校が休校。
- 1988年（昭和63年） - 小学校が再開。
- 1990年（平成2年） - 中学校が休校。
- 1993年（平成5年） - 中学校が再開。
- 1997年（平成9年） - 中学校が休校[4]。
- 1999年（平成11年） - 中学校が再開[4]。
- 2004年（平成16年） - 体育館を落成[5]。
- 2022年（令和4年）2月 - 山海留学生寮「悪石島寮[6]」を整備[7]。
- 2024年（令和6年）4月1日 - 十島村立小中併設校の義務教育学校への移行に伴い十島村立悪石島学園となる[8][9]。

## 通学区域
- 十島村のうち悪石島全域

## 周辺
- 悪石島多世代交流施設
- 悪石島診療所
- ビロウ山